# 俞則全
俞則全（1510年—？），字祖修，浙江紹興府新昌縣人，民籍，明朝政治人物。

## 生平
嘉靖十三年（1534年）甲午科浙江鄉試第七十八名舉人，嘉靖十四年（1535年）乙未科進士。授安福县知县，十九年十月选授湖廣道試監察御史，二十年十一月實授监察御史。二十四年四月升广西按察司佥事。以计平猺獞，寻迁参议。著有《翠微集》。

## 家族
曾祖俞叔光，曾任壽官；祖父俞振英，曾任奉政大夫尚寶司卿；父俞朝寰，曾任七品散官。母王氏。具庆下。